# Bataille de Lutzelberg (1758)
Pour les articles homonymes, voir Bataille de Lutterberg.
Guerre de Sept Ans
Batailles
- Minorque (navale) (1756)
- Pirna (1756)
- Lobositz (1756)
- Reichenberg (1757)
- Prague (1757)
- Kolin (1757)
- Hastenbeck (1757)
- Gross-Jägersdorf (1757)
- Moys (1757)
- Rochefort (1757)
- Rossbach (1757)
- Breslau (1757)
- Leuthen (1757)
- Carthagène (navale) (1758)
- Olomouc (1758)
- Saint-Malo (1758)
- Rheinberg (1758)
- Krefeld (1758)
- Domstadl (1758)
- Cherbourg (1758)
- Zorndorf (1758)
- Saint-Cast (1758)
- Tornow (1758)
- Lutzelberg (1758)
- Hochkirch (1758)
- Bergen (1759)
- Kay (1759)
- Minden (1759)
- Kunersdorf (1759)
- Neuwarp (navale) (1759)
- Hoyerswerda (1759)
- Baie de Quiberon (navale) (1759)
- Maxen (1759)
- Meissen (1759)
- Glatz (1760)
- Landshut (1760)
- Corbach (1760)
- Emsdorf (1760)
- Dresde (1760)
- Warburg (1760)
- Liegnitz (1760)
- Rhadern (1760)
- Berlin (1760)
- Kloster Kampen (1760)
- Torgau (1760)
- Belle-Île (1761)
- Langensalza (1761)
- Cassel (1761)
- Grünberg (1761)
- Villinghausen (1761)
- Ölper (1761)
- Kolberg (1761)
- Wilhelmsthal (1762)
- Burkersdorf (1762)
- Lutterberg (1762)
- Reichenbach (1762)
- Almeida (1762)
- Valencia de Alcántara (1762)
- Nauheim (1762)
- Vila Velha de Ródão (1762)
- Cassel (1762)
- Freiberg (1762)

- Jumonville Glen (1754)
- Fort Necessity (1754)
- Fort Beauséjour (1755)
- 8 juin 1755
- Monongahela (1755)
- Petitcoudiac (1755)
- Lac George (1755)
- Fort Bull (1756)
- Fort Oswego (1756)
- Kittanning (1756)
- En raquettes (1757)
- Pointe du Jour du Sabbat (1757)
- Fort William Henry (1757)
- German Flatts (1757)
- Lac Saint-Sacrement (1758)
- Louisbourg (1758)
- Le Cran (1758)
- Fort Carillon (1758)
- Fort Frontenac (1758)
- Fort Duquesne (1758)
- Fort Ligonier (1758)
- Québec (1759)
- Fort Niagara (1759)
- Beauport (1759)
- Plaines d'Abraham (1759)
- Sainte-Foy (1760)
- Neuville (1760)
- Ristigouche (navale) (1760)
- Mille-Îles (1760)
- Signal Hill (1762)

- Cap-Français (1757)
- Martinique (1759)
- Guadeloupe (1759)
- Dominique (1761)
- Martinique (1762)
- Cuba (1762)

- Chandernagor (1757)
- Plassey (1757)
- Gondelour (1758)
- Négapatam (navale) (1758)
- Condore (1758)
- Madras (1758)
- Pondichéry (navale) (1759)
- Masulipatam (1759)
- Chinsurah (1758)
- Wandiwash (1760)
- Pondichéry (1760-1761)
- Manille (1762)

- Saint-Louis (1758)
- Gorée (1758)
- Gambie

La bataille de Lutzelberg (ou de Lutterberg en allemand) est un épisode de la guerre de Sept Ans qui eut lieu le 10 octobre 1758, quand les armées française et saxonne battent les armées de Hesse-Cassel et de Hanovre.
Elle se déroule au Nord-Ouest de la ville de Cassel, à quelques kilomètres seulement du lieu de la bataille de Sanderhausen. La localité de Lütterberg fait désormais partie du village de Staufenberg.

## Contexte
En 1758, Charles de Rohan, prince de Soubise, reprend la tête de l'armée secondaire d'Allemagne qu'il commandait lors de la campagne de 1757 et s'était terminée par la défaite de Rossbach le 5 novembre. À l'issue de la 1ère campagne, les deux armées françaises avaient reflué jusqu'au Rhin et au Mein de février à juin 1758.
Alors que l'armée principale a repris l'offensive depuis début juillet 1758, partant de Düsseldorf, Wesel et remontant la Lippe ; le général Soubise est chargé de mener une diversion par l'Est, en Hesse afin de forcer le prince Ferdinand à reculer. En effet, les Français peinent à vaincre l'armée adverse dont le chef a été formé à l'école prussienne de Frédéric II, malgré un effectif globalement supérieur.
Depuis le 23 juillet, la bataille de Sandershausen remportée par le Duc de Broglie contre les Hessois, les Hanovriens et les Anglais, les Français s'étaient rendus maitres de la majeure partie de la Hesse.
Début septembre, l'armée de Soubise a tenté de prolonger sa diversion en menant une incursion de l'autre côté du Weser. Les Français réoccupent Göttingen, puis tentent d'attaquer les coalisés à Einbeck mais ceux-ci leur échappent.
Ferdinand, dont le QG est Dülmen intercepte une estafette et comprend les plans ennemis. Il donne donc l'ordre au général Oberg de mener une pointe directement sur la forteresse de Cassel, afin de menacer les arrières de sa ligne de ravitaillement. En effet, c'est de là que le corps de Soubise, dont le QG est à Northeim (60 km au nord-est de Cassel), tire son pain et ses farines notamment.
Soubise, sur les conseils du Duc de Broglie, flaire le danger et se replie vers Cassel et le 19 septembre, arrive juste à temps pour trouver l'armée coalisées sous les murs de la ville.
Le général Oberg, à égalité numérique n'ose pas attaquer. Mais dans le même temps, le maréchal Contades, qui commande l'armée principale, ayant eu vent de l'avancée de l'armée ennemie vers Cassel, a envoyé un détachement en renfort, commandé par MM. de Chevert et Fitzjames. Ces derniers arrivent le 9 octobre et cherchent à engager l'adversaire. 
De son côté, Oberg juge difficile le repli par le défilé de Münden et préfère risquer une bataille qu'une retraite désastreuse.

## Déroulement
L'armée de Soubise située au centre ne prend quasiment pas part aux combats. Seules la moitié des troupes sont engagées. Ce sont les forces venues en renfort, commandées par Chevert qui réalisent l'essentiel de l'action. 
Les Français sont en supériorité numérique avec 76 bataillons (dont 9 wurtembergeois, 15 saxons et 4 palatins) et 62 escadrons, soit un peu plus de 40 000 combattants. Les coalisés ont quant à eux 22 bataillons et 24 escadrons soit 20 ou 21 000 hommes. De même qu’à Sandershausen, ce n’est pas une grande réussite tactique. Seule une minorité de l’armée est réellement employée, essentiellement le corps de Chevert, fort de 25 bataillons et 18 escadrons. Ce qui fera dire par la suite que la victoire lui imputait et non à Soubise.
Chevert engagea toutes ses forces menant l'offensive de contournement sur le flanc gauche ennemi. Son infanterie livra un combat dans le bois clairsemé à la base du mont Staufenberg contre l’infanterie ennemie qui était appuyée par sa cavalerie. Dans le même temps, une mêlée de cavalerie se joua dans la plaine. Mais le tournant de la bataille résida dans la prise des canons sur les hauteurs du Grand Staufenberg, où les coalisés avaient installé 6 canons. Depuis cette hauteur, les troupes en contrebas étaient sous la menace du feu adverse. C’est pourquoi le comte de Lusace prit l’initiative de faire contourner la hauteur et de la prendre d’assaut. Après avoir repoussé une contre-attaque de la part des coalisés pour reprendre la colline, les artilleries française et saxonne purent y prendre position. 
Par la suite, la mêlée tourna au profit des Français et le général Oberg sonna la retraite. La majorité des pertes ennemies eut lieu à ce moment, le duc de Broglie ayant réussi à les canonner habilement, permettant la prise des seize canons restants et de caissons de munitions. 
Du fait de la nuit tombante et de la fatigue, les Français ne parvinrent pas à poursuivre l’ennemi, qui put se réorganiser en bon ordre au-delà de la Werra. Les pertes furent relativement faibles des deux côtés. Les Hanovriens perdirent 22 canons et 1 200 à 1 300 hommes et les Français seulement 569 (500 soldats et 69 officiers).

## Conséquences
La saison étant déjà bien avancée, Charles de Rohan ne peut exploiter davantage la victoire et prend ses quartiers d'hiver à Francfort-sur-le-Main.
Bien que le mérite de la victoire revienne plus particulièrement à François de Chevert, 9 jours après la bataille, le prince de Soubise reçoit son bâton de maréchal. François de Chevert est récompensé par le roi de Pologne qui lui décerne l’ordre de l'Aigle blanc.

## Sources et bibliographie
- Richard Waddington, la guerre de Sept Ans - Tome II, 1899 - 1914, p. 172 à 178.
- Galeries historiques du Palais de Versailles, 1811, [lire en ligne], p. 91
- Joseph Fr. Michaud, Louis Gabriel Michaud, Biographie universelle, ancienne et moderne, 1825, [lire en ligne], p. 56
- Mercure de France, 1758, [lire en ligne], p. 209